# Wang (Xuan)
Carica Wang (王皇后, osobno ime nepoznato) (? - 16.  pr. Kr.), formalno Carica Xiaoxuan (孝宣皇后), poluformalno Carica majka Qiongcheng (邛成太后, kako bi ju se razlikovalo od snahe carice Wang Zhengjun), je bila carica Kine za vrijeme dinastije Han. Bila je treća supruga cara Xuana.